# Paul Marsop
Paul Marsop, född 6 oktober 1856 i Berlin, död 31 maj 1925 i Florens, var en tysk musikvetare. 
Marsop, som elev i musik av Heinrich Ehrlich och Hans von Bülow, blev filosofie doktor och bosatte sig 1881 i München. Han utgav Musikalische Essays (1899), Studienblätter eines Musikers (1903) samt de smärre skrifterna Der Einheitsgedanke in der deutschen Musik (1885) och Weshalb brauchen wir die Reformbühne? (1907). Han inrättade i München ett musikaliskt folkbibliotek (övertaget av staden 1907).